# Arthur Westover
Arthur Warrington Westover (Sutton, Quebec, 9 de maig 1864 – Sweetsbury, Quebec, 14 d'agost de 1935) va ser un tirador canadenc que va competir cavall del segle xix i el segle xx.
El 1908 va prendre part en els Jocs Olímpics de Londres, on guanyà una medalla de plata en la prova de fossa olímpica per equips. En aquests mateixos Jocs fou cinquè en la prova individual.